# The Cream of Eric Clapton (Film)
The Cream of Eric Clapton ist ein kompilativer Film aus Mitschnitten verschiedener Live-Konzerte des britischen Rockmusikers Eric Clapton. Der Film erschien am 23. Januar 1990 auf VHS und am 29. April 1998 auf DVD.

## Trivia
Der Titel White Room wurde aus Aufnahmen des Farewell-Konzertes und Creams Ehrung in die Rock and Roll Hall of Fame zusammengeschnitten. Aus drei verschiedenen Aufnahmen von Layla wurden zu einer geschnitten. Tearing Us Apart singt Clapton als Duett mit Tina Turner. Wonderful Tonight trägt Clapton mit Mark Knopfler vor.
Verwechslungsgefahr besteht mit der gleichnamigen CD-Veröffentlichung The Cream of Eric Clapton aus dem Jahr 1987. Das Produktionsteam bestand aus Chris Hunt, Judy Chesterman und Angela Gray.

## Titelliste
1. Louise (John Lee Hooker) – mit The Yardbirds
2. Crossroads (Robert Johnson) – mit Cream
3. I Feel Free (Bruce / Pete Brown) – mit Cream
4. Sunshine of Your Love (Bruce / Brown / Clapton) – mit Cream
5. Strange Brew (Clapton / Felix Pappalardi / Gail Collins Pappalardi) – mit Cream
6. White Room (Bruce / Brown) – mit Cream
7. Badge (Clapton / George Harrison)
8. Worried Life Blues (Big Maceo Merriweather)
9. Layla (Clapton / Jim Gordon)
10. Knockin’ on Heaven’s Door (Bob Dylan)
11. Cocaine (J.J. Cale)
12. I Shot the Sheriff (Bob Marley)
13. Wonderful Tonight (Clapton)
14. Forever Man (Jerry Lynn Williams)
15. Tearing Us Apart (Clapton / Greg Phillinganes)
16. Behind the Mask (Chris J. Mosdell / Ryūichi Sakamoto)
17. Holy Mother (Clapton / Stephen Bishop)

## Rezeption und Verkäufe
Allmusic-Kritiker Richard Gilliam bezeichnet die Kompilation als eine „solide Sammlung, die einen exzellenten Überblick über einen der besten Rockmusiker“ verschafft. Er lobte außerdem die historische Komponente des Werks. In den Vereinigten Staaten verkaufte sich der Film mehr als 100.000-mal und wurde von der Recording Industry Association of America mit einer Platin-Schallplatte ausgezeichnet.